# Yahya Sinwar

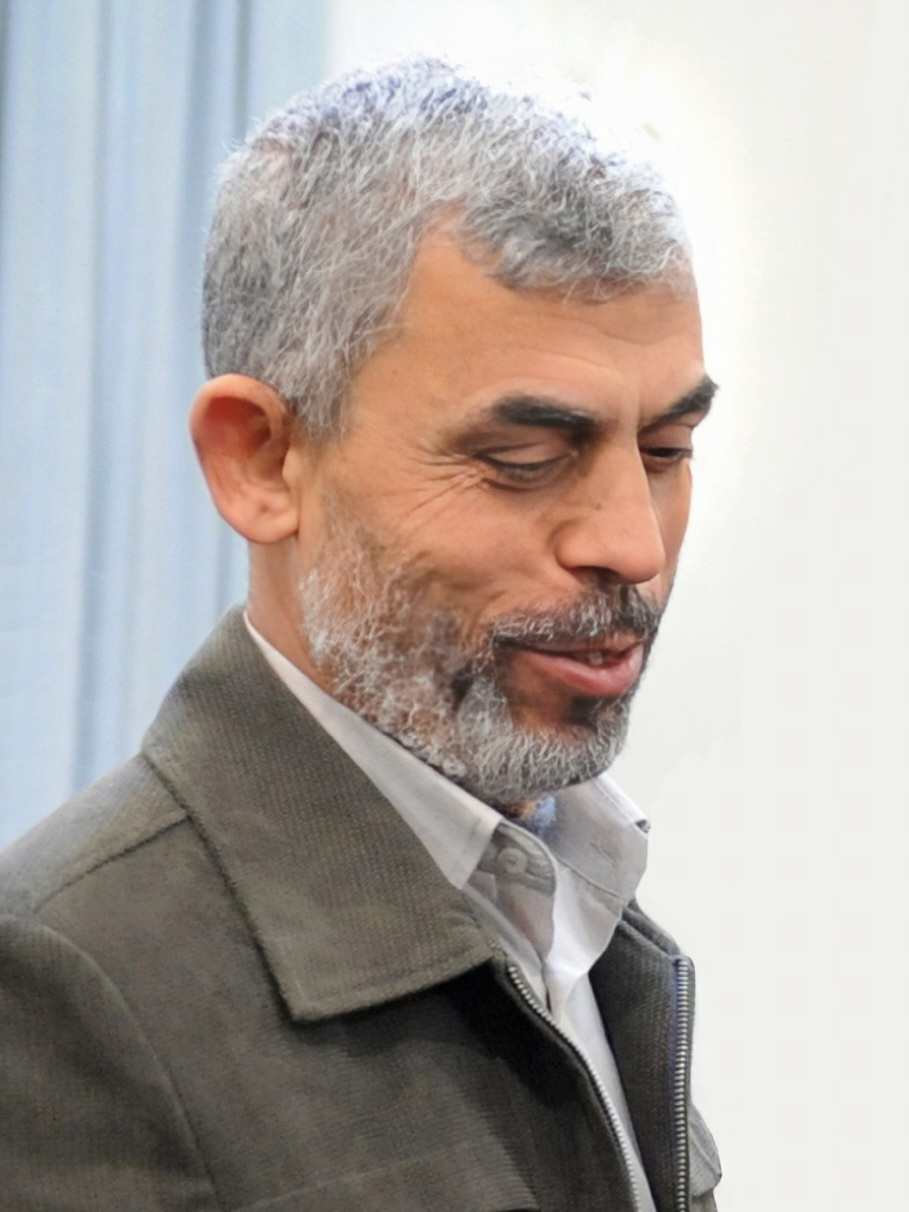
Yahya Sinwar (2012)

Yahya Sinwar, deutsch transkribiert Jahia oder Jahja Sinwar oder Jihia al-Sinwar (arabisch يحيى إبراهيم حسن السنوار, DMG Yaḥyā Ibrāhīm Ḥasan al-Sinwār; * 29. Oktober 1962 in Chan Yunis, Gazastreifen; † 16. Oktober 2024 in Rafah, Gazastreifen), war ein palästinensischer Terrorist und Politiker. Er war seit 2017 einer der Anführer der Hamas im Gazastreifen und stieg nach dem Tod von Ismail Haniyya im August 2024 zum politischen Führer der Organisation auf. Als ranghöchster Hamas-Repräsentant im Gazastreifen war er dort der De-facto-Herrscher. Sinwar gilt als Planer hinter dem Terrorangriff der Hamas auf Israel im Oktober 2023.

## Herkunft und politisches Wirken

### Herkunft und Ausbildung
Yahya Sinwar wurde 1962, als der Gazastreifen unter ägyptischer Herrschaft stand, im Flüchtlingslager Chan Yunis geboren, wo er seine frühen Jahre verbrachte. Seine Familie stammte aus dem palästinensischen Dorf Al-Majdal und suchte während des Arabisch-Israelischen Krieges 1948 Zuflucht im Gazastreifen. Nach seinem High-School-Abschluss an der Khan Yunis Secondary School for Boys studierte er an der Islamischen Universität Gaza, wo er einen Bachelor in Arabistik erwarb. Während seines Universitätsstudiums hatte Sinwar verschiedene Studententätigkeiten: er war Generalsekretär des Technischen Komitees und dann des Sportkomitees im Studentenrat der Islamischen Universität Gaza, dann Vizepräsident des Rates und letztlich Präsident des Rates.  Er soll den Koran auswendig gekonnt haben. Mohammed Deif, der 2024 getötete militärische Befehlshaber der Qassam-Brigaden, soll ein Kindheitsfreund gewesen sein. Sein jüngerer Bruder Mohammed war ein Militärführer der Hamas. Er wurde am 13. Mai 2025 bei einem Treffen von Hamas-Kommandeuren in einem Tunnel in der Nähe des Europäischen Krankenhauses in Chan Yunis durch einen Luftschlag der israelischen Streitkräfte getötet.

### Aktivist in Gaza und israelische Haft
Sinwar wurde 1982 erstmalig während seines Studiums verhaftet und befand sich mehrere Monate in Haft. Im Gefängnis schloss er Freundschaften mit anderen palästinensischen Aktivisten und beschloss, sich ganz der „Sache Palästinas“ zu widmen. In den 1980er-Jahren beteiligte er sich am Aufbau der internen Sicherheitskräfte der Hamas (al-Madschd). Sinwar war insbesondere für die Gründung des gefürchteten internen Geheimdienstapparats für Spionage und Informanten verantwortlich und ging gegen politische Gegner und abweichende Meinungen vor. Aufgrund seiner Aktivitäten bei al-Madschd wurde er 1985 erneut für acht Monate inhaftiert. Sinwar war im Dezember 1987 an der Gründung der Hamas beteiligt. Ahmad Yasin, Gründer der Hamas und bis zu seiner gezielten Tötung durch das israelische Militär ihr geistiger Führer, bezeichnete Sinwar als seinen wichtigsten Helfer.
Im Jahr 1988 wurde Sinwar erneut verhaftet und im selben Jahr für schuldig befunden, an der Ermordung von vier Palästinensern beteiligt gewesen zu sein, die der Kollaboration mit Israel verdächtigt worden waren. Sinwar wurde zu lebenslanger Haft in einem israelischen Gefängnis verurteilt. Während seiner Haft wurde ein Tumor aus seinem Gehirn operativ entfernt. Er blieb in Haft, bis er 2011 zusammen mit 1026 anderen palästinensischen Gefangenen im Austausch gegen den israelischen Soldaten Gilad Schalit freigelassen wurde. Sinwar erklärte, er habe die Zeit im Gefängnis damit verbracht, den Feind zu studieren. Im Gefängnis lernte er Hebräisch und las Bücher über Ben-Gurion, Begin, Rabin und Teile der Tora. Ein Vernehmer schildert ihn als überaus charismatisch und intelligent. Er trat dreimal in einen Hungerstreik, um die Haftbedingungen zu verbessern, und wurde zum Anführer aller Hamas-Gefangenen in israelischen Gefängnissen gewählt. Insgesamt befand er sich 24 Jahre in israelischer Haft.

### Aufstieg in der Hamas im Gazastreifen
Nach seiner Freilassung kehrte Sinwar als hochrangiger Hamas-Führer an seinen Platz zurück. 2014 spielte er bei einem Konflikt zwischen Israel und der Hamas eine wichtige Rolle und entließ nach dem Konflikt einige wichtige Führungspersonen der Hamas. Im September 2015 wurde er zusammen mit Mohammed Deif und Rūhī Muschtahā von den Vereinigten Staaten als Specially Designated Global Terrorist ‚Speziell ausgewiesener globaler Terrorist‘ eingestuft. Innerhalb der Hamas galt er als rücksichtsloser Vollstrecker, der der Kollaboration mit Israel beschuldigte Personen gnadenlos bestrafte und tötete. Aufgrund seiner brutalen Vorgehensweise erhielt er den Beinamen „Schlächter von Chan Yunis“. Im November 2012, während der israelischen Militäroperation in Gaza, traf Sinwar in Teheran mit dem General der Quds-Einheit des Korps der iranischen Revolutionsgarde, Qasem Soleimani, zusammen. Im Jahr 2015 soll er die Folter und Tötung des Hamas-Mitglieds Mahmoud Ishtiwi beaufsichtigt haben, dem Unterschlagung und Homosexualität vorgeworfen wurden. Im März 2017 gründete er ein von der Hamas kontrolliertes Verwaltungskomitee für den Gazastreifen, was bedeutete, dass er sich gegen jede Machtteilung mit der Palästinensischen Autonomiebehörde in Ramallah aussprach. Sinwar lehnte jede Versöhnung mit Israel ab. Im September 2017 begann in Ägypten eine neue Verhandlungsrunde mit der Palästinensischen Autonomiebehörde, dort stimmte Sinwar der Auflösung des Hamas-Verwaltungskomitees für Gaza zu.
2017 wurde Sinwar von der Schūrā der Hamas zum Leiter der Hamas im Gazastreifen gewählt und folgte schließlich Ismail Haniyya (jedoch unter der Führung von Haniyya) in diesem Amt und wurde zudem Mitglied des Politbüros, des wichtigsten politischen Gremiums der Hamas. Chalīl al-Hayya wurde zu seinem Stellvertreter gewählt. Sinwar hatte die Aufgabe, die Koordination zwischen der Führung der Qassam-Brigaden (IQB) und dem Politbüro der Hamas zu übernehmen. Offiziell war zwar Haniyya Leiter des Politbüros, praktisch hatte jedoch Sinwar die Kontrolle des Gremiums übernommen. Nach seiner Wahl pflegte Sinwar eine engere Zusammenarbeit zwischen Hamas, Hisbollah und der Islamischen Republik Iran.
Im Mai 2018 erklärte Sinwar in einer unerwarteten Ankündigung auf Al Jazeera, dass die Hamas „friedlichen Volkswiderstand“ verfolgen werde, was die Möglichkeit eröffnete, dass die Hamas, die von vielen Ländern als Terrororganisation angesehen wird, bei den Verhandlungen mit Israel eine Rolle spielen könnte. Eine Woche zuvor hatte er die Bewohner des Gazastreifens ermutigt, die Gaza-Blockade durch Israel zu durchbrechen, indem er sagte: „Wir würden lieber als Märtyrer sterben, als aus Unterdrückung und Demütigung zu sterben“, und fügte hinzu: „Wir sind bereit zu sterben, und Zehntausende werden mit uns sterben.“ Im März 2021 wurde er in einer Wahl für eine zweite vierjährige Amtszeit zum Leiter der Hamas-Abteilung in Gaza gewählt. Er war somit der De-facto-Herrscher von Gaza, der weitgehend unabhängig vor Ort von der im Exil befindlichen politischen Führung der Organisation agierte.
Am 15. Mai 2021 soll ein israelischer Luftangriff Sinwars Haus getroffen haben; es gab keine unmittelbaren Angaben zu Todesfällen oder Verletzten. Der Angriff fand in der Region Chan Yunis im südlichen Gazastreifen statt. In der darauffolgenden Woche trat er jedoch mindestens viermal öffentlich auf.

### Terrorangriff auf Israel
Sinwar gilt als Planer hinter dem Terrorangriff der Hamas auf Israel vom 7. Oktober 2023. Nach dem Angriff wurde sein Haus in Gaza von israelischen Raketen getroffen. Nach dreiwöchigen Konflikten im Israel-Hamas-Krieg 2023 schlug er die Freilassung aller palästinensischen Gefangenen in israelischer Haft vor, als Gegenleistung für die Freilassung aller im Konflikt entführten Geiseln. Berichten zufolge besuchte er die Geiseln in den ersten Tagen des Krieges und versprach ihnen, dass ihnen kein Schaden zugefügt würde. Es ist unklar, ob andere Hamas-Führer außerhalb des Gazastreifens, darunter der Vorsitzende des Hamas-Politbüros Ismail Haniyya, über den Angriff am 7. Oktober informiert waren. Das Verhältnis zwischen Haniyya und Sinwar galt als angespannt; Sinwar stieg nach dem Tod von Ismail Haniyya im August 2024 zum politischen Führer der gesamten Hamas auf.
Nachdem der israelische Militäreinsatz auch auf den südlichen Gazastreifen ausgedehnt worden war, umstellten israelische Militärs nach eigenen Angaben sein Haus in Chan Yunis, während er gleichzeitig im Untergrund im Tunnelsystem des Gazastreifens vermutet wurde. Nach Angaben israelischer Medien war Sinwar mehrere Male nur knapp der israelischen Armee entkommen und hatte sich kurz nach Beginn des Krieges in einem Hilfskonvoi in den Süden des Gazastreifens begeben. In Flugblättern, die Israel im Dezember 2023 abwarf, wurde ein Kopfgeld von 400.000 Dollar für Informationen über seinen Aufenthaltsort ausgesetzt. Für Informationen über seinen Bruder Muhammed Sinwar, zu Kriegsbeginn Kommandeur der südlichen Brigade, wurden 300.000 Dollar ausgesetzt. Dazu kamen 200.000 Dollar für Informationen über Rafa’a Salameh, Kommandeur des Chan-Yunis-Bataillons, und 100.000 Dollar für Informationen über Muhammad Deif. Erst im Januar 2024 setzte die Europäische Union (EU) ihn auf ihre Terrorliste. Bereits im Dezember 2023 hatte die EU die Kommandeure Mohammed Deif und Marwan Issa auf die Liste gesetzt, Ismail Haniyya kam hingegen auch im Januar 2024 nicht auf die Liste.
Im Juni 2024 zitierte das Wall Street Journal aus Nachrichten Sinwars an Unterhändler. In einer dieser Nachrichten behauptete er, am 7. Oktober 2023 seien die „Dinge aus dem Ruder gelaufen“, und bezog sich dabei auf die Geiselnahmen von Frauen und Kindern. In einer anderen äußerte er die Ansicht, die steigenden Zahlen ziviler Todesopfer in Gaza würden der Hamas nützen, und bezeichnete sie als „notwendige Opfer“.
Im Mai 2024 gab der Chef-Ermittler des Internationalen Strafgerichtshofs, Karim Ahmad Khan, bekannt, dass gegen Sinwar und den israelischen Ministerpräsidenten Benjamin Netanjahu und Joaw Galant sowie weitere Mitglieder der Hamas und der israelischen Regierung ein Haftbefehl auf Grund von Kriegsverbrechen und Verbrechen gegen die Menschlichkeit beantragt wird. Nach dem Tod Haniyyas im August 2024 stieg Sinwar in die Position des offiziellen Führers der Organisation auf. Am 11. September 2024 gab der für die Geiseln und Vermissten zuständige israelische General Gal Hirsch während eines Interviews für Bloomberg bekannt, er würde Sinwar, seiner Familie und jedem, der ihm folgen wolle, sicheres Geleit für eine Ausreise aus Gaza garantieren, wenn dadurch Bewegung in den stockenden Geisel-Deal käme.

### Tod
Am 17. Oktober 2024 erklärten die israelischen Streitkräfte und der israelische Inlandsgeheimdienst Schin Bet, Sinwar gehöre wahrscheinlich zu den drei Personen, die am Vortag bei einem Feuergefecht in Gaza getötet wurden, obwohl weder Israel noch die Hamas seinen Tod zu diesem Zeitpunkt offiziell bestätigen wollten. Sinwars Leiche wurde in Militäruniform und einer Kufiya sowie mit einer AK-47 in der Hand aufgefunden.
Eine DNA-Analyse bestätigte kurz darauf, dass es sich um Sinwar handelte.
Auch die Hamas bestätigte am 18. Oktober 2024 seinen Tod.
Ein israelischer Pathologe am Nationalen Zentrum für Forensik in Tel Aviv berichtete, dass Sinwar Verletzungen am rechten Unterarm durch Raketenbeschuss, am linken Bein durch „gefallenes Mauerwerk“ und am Körper durch Splitter erlitten habe, bevor ihm in den Kopf geschossen wurde, was zu seinem Tod durch „schwere traumatische Hirnverletzung“ führte. Die Tötung Sinwars ereignete sich eher zufällig; dem Einsatz, bei dem er getötet wurde, lagen laut israelischem Militär keine expliziten Geheimdienstinformationen zugrunde. Die beiden Kommandeure von IDF, Generalleutnant Herzi Halevi, und Schin Bet, Ronen Bar, besuchten mit zwei weiteren Generälen noch am 17. Oktober den Todesort von Sinwar. Sinwars Leibwächter Mahmoud Hamdan, der Kommandeur der Al-Sultan Brigade in Rafah, wurde ebenfalls getötet.

## Persönliches
Am 21. November 2011 heiratete Sinwar Samar Muhammad Abu Zamar. Zusätzlich zu seiner Muttersprache Arabisch sprach Sinwar Hebräisch, das er während seiner Gefangenschaft in Israel gelernt hatte. Er war der Bruder von Mohammed Sinwar.

## Bibliographie
- Der Dorn und die Nelke (Teil 1), Tasq Company, 2024, ISBN 978-1-4457-6672-0
- Der Dorn und die Nelke (Teil 2), Tasq Company, 2024, ISBN 978-1-4457-6481-8